# Blabia exotica
Blabia exotica là một loài bọ cánh cứng trong họ Cerambycidae.